# You and Me and the Devil Makes 3
«You and Me and the Devil Makes 3» — десята пісня із шостого студійного альбому американського рок-гурту Marilyn Manson Eat Me, Drink Me. У серпні 2007 р. трек випустили промо-синглом. На відміну від інших пісень з платівки, у треці сильно кидається в очі звучання бас-гітари.
Слова «I'm just like rolling a stone up a hill in Hades» є посиланням на Сізіфа, персонажа давньогрецької міфології, якого змусили викочувати на високу гору камінь, що, досягши вершини, щоразу скочувався вниз. Вимовлену фразу «Pants can always come off, pants can always come off» можна почути, починаючи з 3:33, що ймовірно пов'язано з числом 666, оскільки 333 — його половина.